# Rhinogobius
Rhinogobius är ett släkte av fiskar. Rhinogobius ingår i familjen smörbultsfiskar.

## Dottertaxa tillRhinogobius, i alfabetisk ordning[1]
- Rhinogobius albimaculatus
- Rhinogobius boa
- Rhinogobius brunneus
- Rhinogobius bucculentus
- Rhinogobius candidianus
- Rhinogobius carpenteri
- Rhinogobius changjiangensis
- Rhinogobius changtinensis
- Rhinogobius chiengmaiensis
- Rhinogobius cliffordpopei
- Rhinogobius davidi
- Rhinogobius delicatus
- Rhinogobius duospilus
- Rhinogobius flavoventris
- Rhinogobius flumineus
- Rhinogobius genanematus
- Rhinogobius gigas
- Rhinogobius giurinus
- Rhinogobius henchuenensis
- Rhinogobius honghensis
- Rhinogobius imfasciocaudatus
- Rhinogobius lanyuensis
- Rhinogobius leavelli
- Rhinogobius lentiginis
- Rhinogobius lindbergi
- Rhinogobius lineatus
- Rhinogobius linshuiensis
- Rhinogobius longipinnis
- Rhinogobius longyanensis
- Rhinogobius lungwoensis
- Rhinogobius maculafasciatus
- Rhinogobius maculicervix
- Rhinogobius mekongianus
- Rhinogobius milleri
- Rhinogobius multimaculatus
- Rhinogobius nagoyae
- Rhinogobius nammaensis
- Rhinogobius nandujiangensis
- Rhinogobius nantaiensis
- Rhinogobius parvus
- Rhinogobius ponkouensis
- Rhinogobius reticulatus
- Rhinogobius rubrolineatus
- Rhinogobius rubromaculatus
- Rhinogobius sagittus
- Rhinogobius similis
- Rhinogobius sulcatus
- Rhinogobius taenigena
- Rhinogobius wangchuangensis
- Rhinogobius wangi
- Rhinogobius variolatus
- Rhinogobius vermiculatus
- Rhinogobius virgigena
- Rhinogobius wuyanlingensis
- Rhinogobius wuyiensis
- Rhinogobius xianshuiensis
- Rhinogobius yaoshanensis
- Rhinogobius zhoui